# Circondario di Diré
Il circondario di Diré è un circondario del Mali facente parte della regione di Timbuctù. Il capoluogo è Diré.

## Geografia antropica

### Suddivisioni amministrative
Il circondario di Diré è suddiviso in 13 comuni:
- Arham
- Binga
- Bourem Sidi Amar
- Dangha
- Diré
- Garbakoïra
- Haïbongo
- Kirchamba
- Kondi
- Sareyamou
- Tienkour
- Tindirma
- Tinguereguif